# کوربینی
کوربینی (انگلیسی: Blindsight) توانایی افراد مبتلا به کوری کورتکسی است که در آن بدون بینایی آگاهانه به محرک‌های تصویری پاسخ می‌دهند. این بیماران در بخش‌هایی از میدان بینایی خود ابراز نابینایی می‌کنند. با این‌حال در برخی آزمایش‌های نشان داده می‌شود که اگرچه تصاویر مربوط به این نواحی به حوزه آگاهی این بیماران وارد نمی‌شود اما به خوبی می‌توانند اطلاعاتی راجع به آن مناطق داشته باشند.
کوربینی این باور عمومی را که ادراکات باید به خودآگاهی ما وارد شوند تا رفتارمان را تحت‌تأثیر قرار دهند، به چالش می‌کشد و نشان می‌دهد رفتار ما می‌تواند صرفاً با اطلاعات حسی که آگاهی از آنها نداریم هدایت شود.